# エマオの晩餐 (ストーム、ナポリ)
『エマオの晩餐』（エマオのばんさん、伊: Cena in Emmaus, 英: Supper at Emmaus）は、17世紀オランダ絵画黄金時代の画家マティアス・ストームがキャンバス上に油彩で制作した絵画である。画家がナポリに滞在していた1633-1637年に制作されたと推測される。ナポリのサンテフラーモ・ヌオーヴォ聖堂に由来し、1806年に修道士たちが当時のナポリ王に献上したストームの一連の作品に含まれていた。なお、ほかにも8点の同主題作が知られ、それらはマドリードのティッセン＝ボルネミッサ美術館やグルノーブルのグルノーブル美術館などに所蔵されている。

## 作品
この絵画は、『新約聖書』中の「ルカによる福音書」 (24:13-32) に記述されている場面を表している。イエス・キリストの埋葬後、2人のキリストの弟子がエマオという村に向かっていた。そこにどこからともなく旅人が現われ、ともに歩くことになった。彼らが宿屋で食事の席についた時、旅人がパンを引き裂く姿を見て、弟子たちは彼がキリストだと気づく。

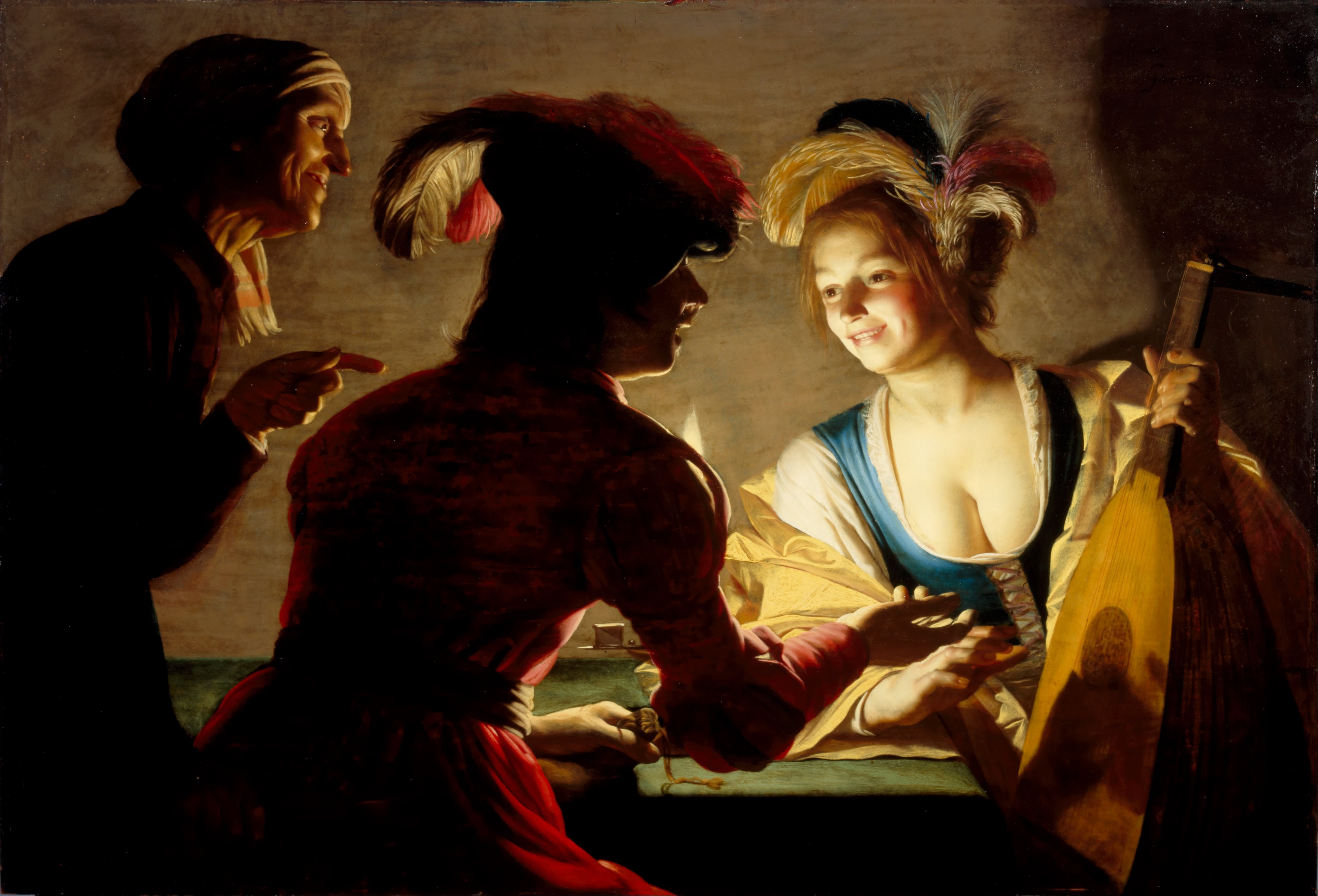
ヘラルト・ファン・ホントホルスト
『取り持ち女』（1625年）、ユトレヒト中央美術館、ユトレヒト

ストームの絵画にはイタリア・バロック絵画の巨匠カラヴァッジョの影響が常に認められるが、カラヴァッジョの『エマオの晩餐』 (ロンドン・ナショナル・ギャラリー) と『エマオの晩餐』 (ブレラ美術館、ミラノ) も本作同様、出来事のクライマックスの場面、すなわち弟子たちがパンを裂く男をキリストだと認識するところを描いている。
本作の場面は非常に暗い部屋に設定され、構図の中央にあるテーブル上のロウソクによってのみ照らされている。1本のロウソクの光で照らされた夜の情景を描くのはヘラルト・ファン・ホントホルストが得意としたもので、ホントホルストからカラヴァッジョの影響を吸収したストームも多くの作品で1本のロウソクを光源としている。本作の主要な人物は、異なる光の度合いで闇から浮かび上がっている。パンを祝福するキリスト (左側) の顔と、2人の弟子たち (中央と右側) の驚き興奮した顔が照らし出される一方で、薄暗がりの中にいる宿屋の主人は事態を把握していないにもかかわらず、場面に心を動かされている様子が見て取れる。

## ギャラリー

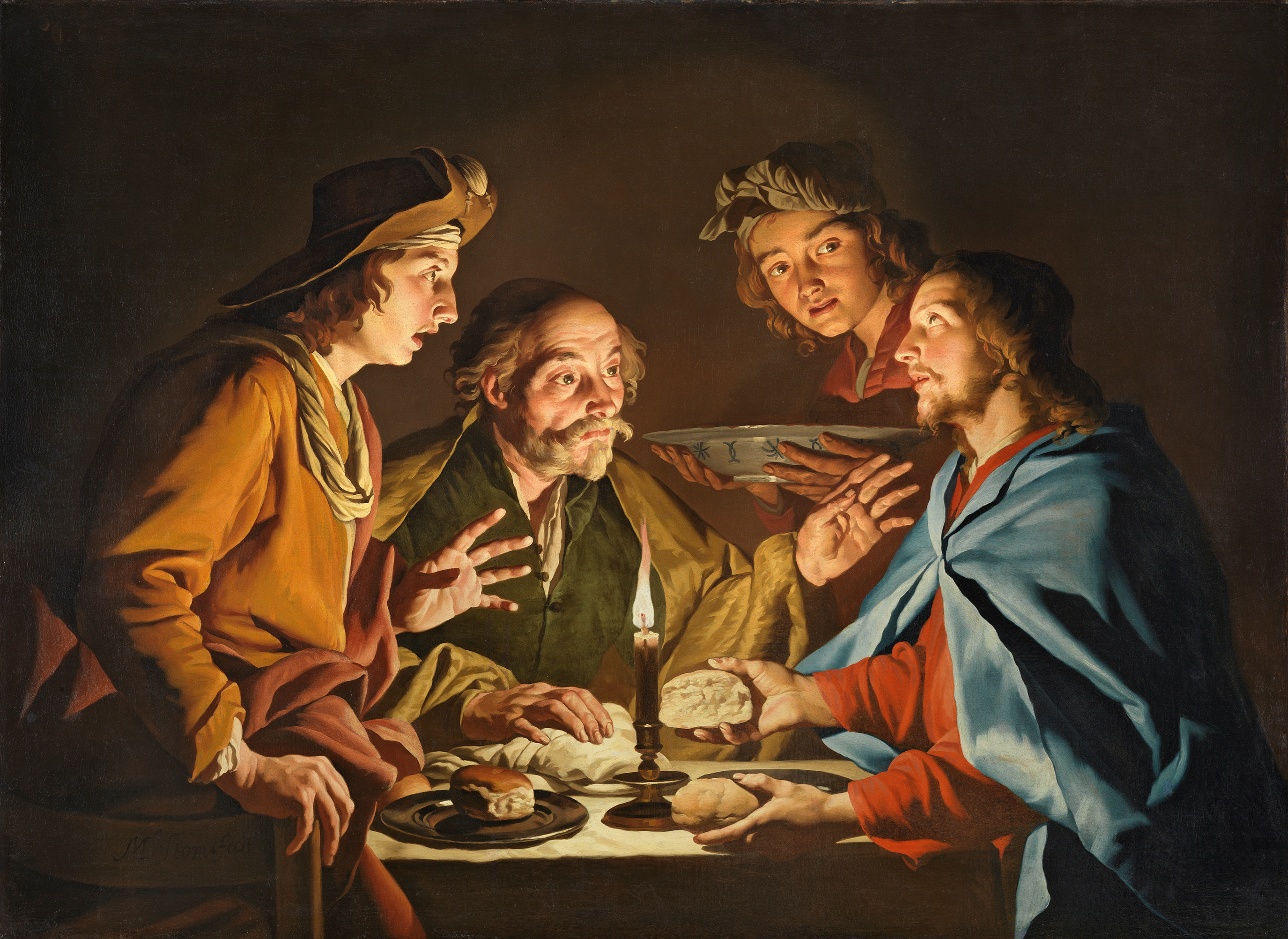
マティアス・ストーム『エマオの晩餐』 (1633-1639年ごろ)、ティッセン＝ボルネミッサ美術館、マドリード
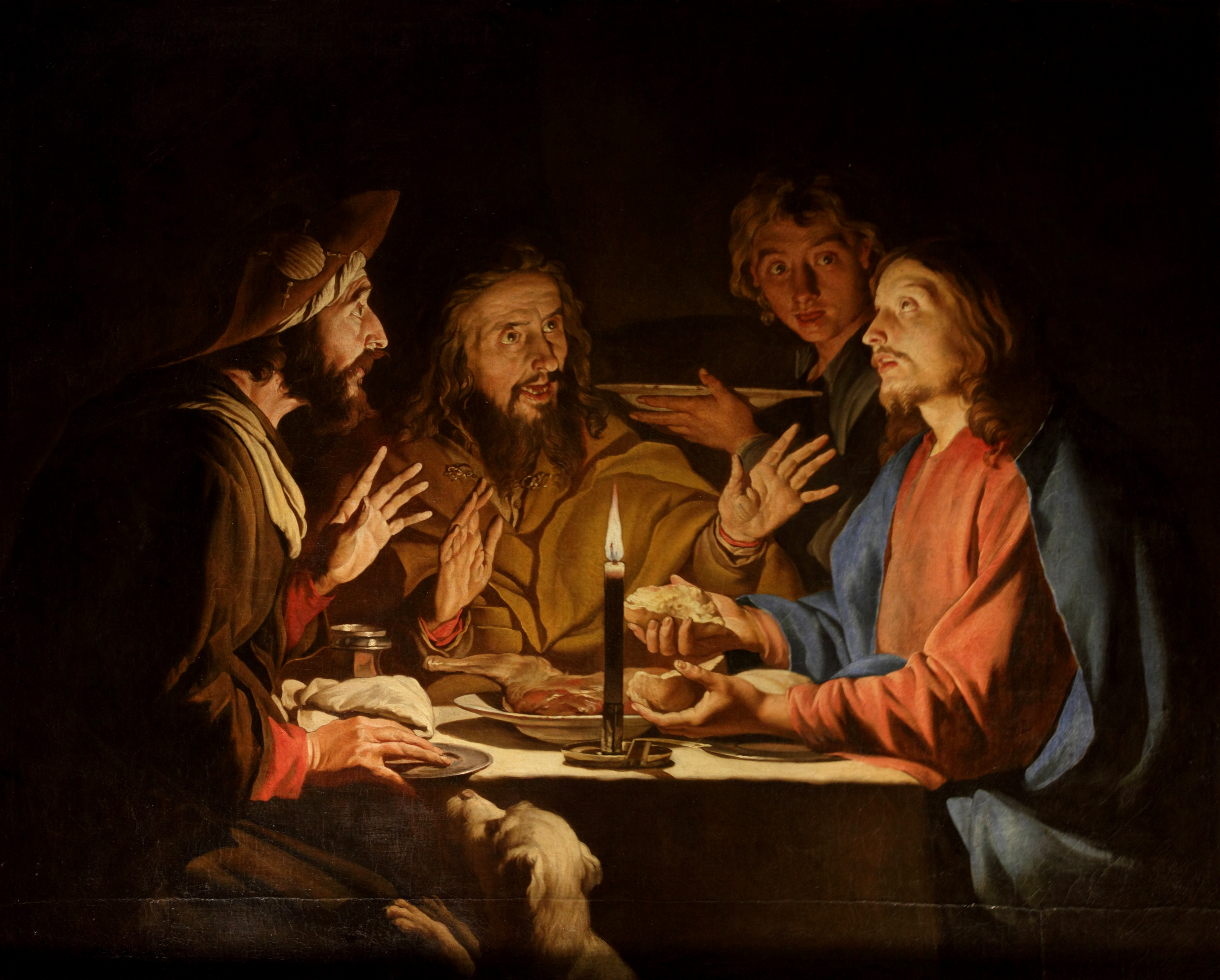
マティアス・ストーム『エマオの晩餐』 (1620-1640年)、グルノーブル美術館
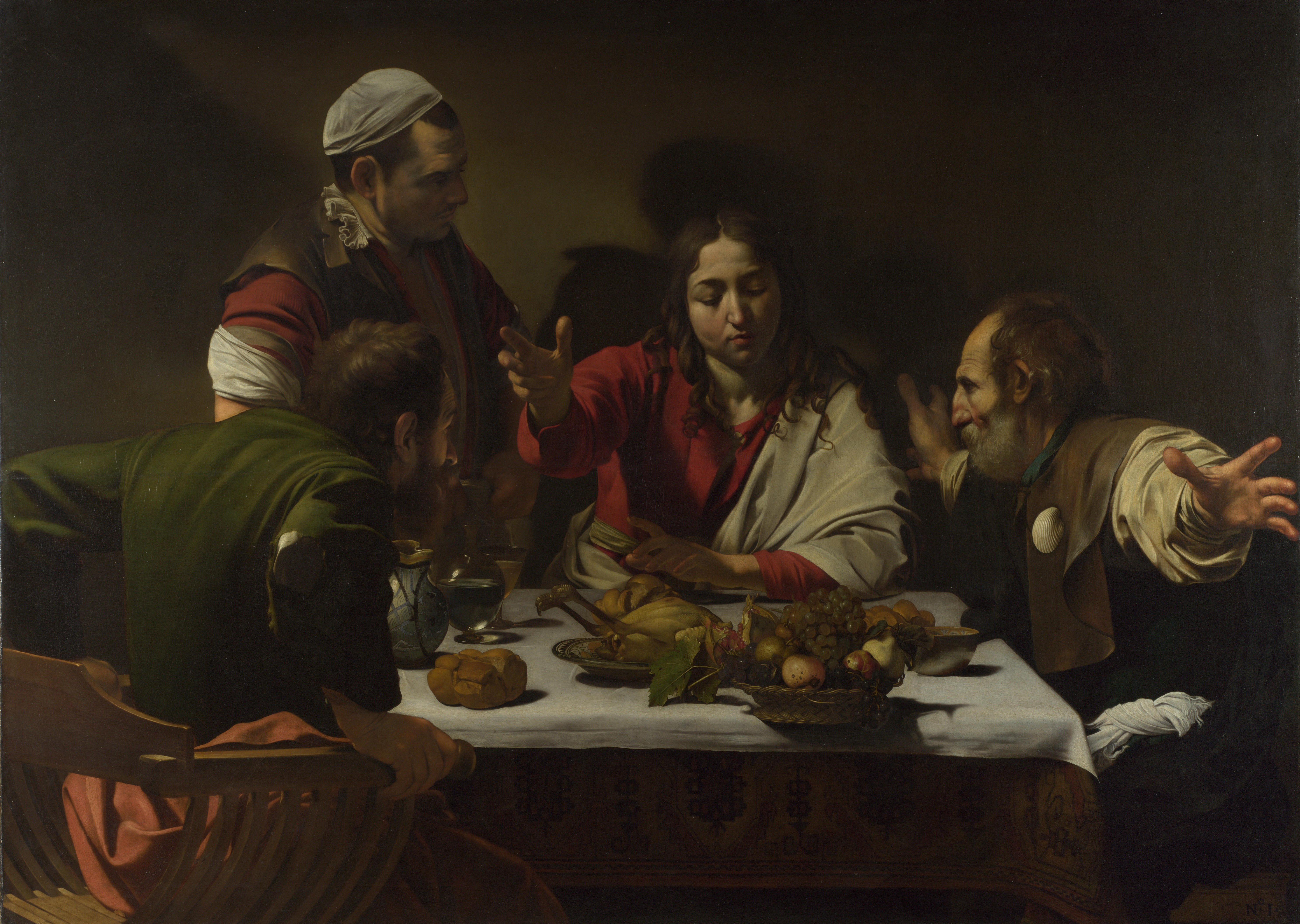
カラヴァッジョ『エマオの晩餐』 (1601年頃) 、ナショナル・ギャラリー (ロンドン)
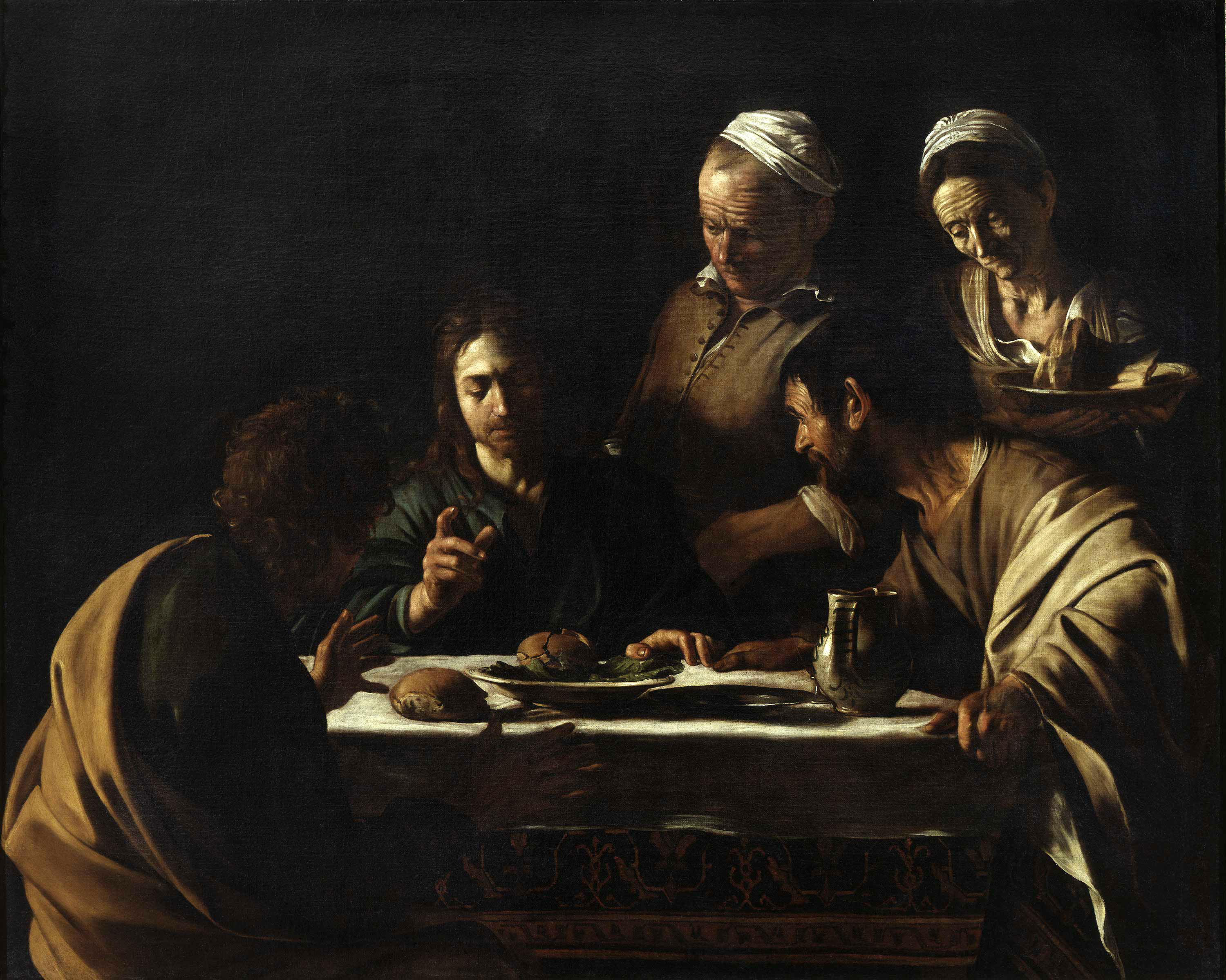
カラヴァッジョ『エマオの晩餐』 (1606年) 、ブレラ美術館、ミラノ